# Valdieu-Lutran
Valdieu-Lutran település Franciaországban, Haut-Rhin megyében. Lakosainak száma 423 fő (2022. január 1.). Valdieu-Lutran Bréchaumont, Chavannes-sur-l’Étang, Retzwiller, Manspach, Romagny, Magny, Montreux-Vieux és Elbach községekkel határos.

## Népesség
A település népessége az elmúlt években az alábbi módon változott:
| Lakosok száma | 401  | 395  | 424  | 421  | 424  | 427  | 431  | 427  | 423  |
|               | 2013 | 2015 | 2016 | 2017 | 2018 | 2019 | 2020 | 2021 | 2022 |